# III krucjata antyhusycka
III krucjata antyhusycka – zbrojna wyprawa zorganizowana i prowadzona na terenie Czech jesienią roku 1422 z upoważnienia papieża Marcina V przez elektora brandenburskiego Fryderyka Hohenzollerna przeciw zwolennikom postulatów Jana Husa.

## Geneza III krucjaty antyhusyckiej
Po odparciu pierwszej krucjaty i tragicznych wydarzeniach w Pradze wiosną 1422 roku, pojawiła się szansa objęcia tronu czeskiego przez Witolda. Wielki książę litewski, sam nie wybrał się do Czech, tylko wysłał tam swojego namiestnika w osobie Zygmunta Korybutowicza. Bratanek Władysława Jagiełły zorganizował w Krakowie kilkutysięczną armie na czele której, 21 kwietnia 1422 ruszył do Pragi. Wyprawa Zygmunta Korybutowicza dawała królowi polskiemu, jak i samemu Witoldowi szansę na sterowanie wydarzeniami w Czechach, bez otwartego poparcia ruchu husyckiego. Na protesty papiestwa, elektorów niemieckich oraz króla niemieckiego, węgierskiego i czeskiego Zygmunta Luksemburskiego, Jagiełło zrzucał winę na Witolda, ten zaś zasłaniał się próbą nawrócenia dysydentów oraz działaniami na rzecz stabilizacji sytuacji w Europie Środkowej.
Zygmunt Korybutowicz dotarł na Morawy, gdzie podjął nieudaną próbą opanowania Ołomuńca. Niezrażony pierwszym niepowodzeniem zdobył Uničov, gdzie wydał odezwę nawołującą do zjednoczenia się rozbitego wewnętrznie ruchu husyckiego. Tam też dla pozyskania popularności wśród husytów podporządkował się „Prawu Bożemu” oraz przyjął Komunię Świętą pod dwiema postaciami. W połowie kwietnia 1422 roku na Zygmunt Korybutowicz na czele swych oddziałów wkroczył do Pragi. Władzę litewskiego księcia w stolicy Czech uznali nawet nieprzychylni mu zwolennicy nieżyjącego praskiego kaznodziei Jana Želivskiego. Litewski książę podjął reformę rady miejskiej, wprowadził nowe prawa mające na celu zaprowadzenie ładu. Za wszelką cenę próbował zjednoczyć w wokół siebie, zwaśnione i walczące ze sobą odłamy ruchu husyckiego, a także przeciągnąć na swoją stronę zwolenników Zygmunta Luksemburskiego. Działania Korybutowicza docenił wraz ze swoimi towarzyszami broni sam Jan Žižka, uznając 11 czerwca 1422 litewskiego księcia za zarządcę Czech i Witoldowego namiestnika.
Po zabezpieczeniu władzy w stolicy Zygmunt Korybutowicz wzmocniony oddziałami praskimi postanowił zdobyć Karlštejn. Zamek broniony przez Zdeslava Tluksou, zwolennika Zygmunta Luksemburczyka, stawił twardy odpór husytom. Jednakże próba zdobycia twierdzy w której przechowywane były czeskie klejnoty koronne, wywołała niepokój w Niemczech. Obradujący w sierpniu 1422 roku w Norymberdze sejm Rzeszy podjął decyzje o zorganizowaniu kolejnej krucjaty antyhusyckiej. Na miejsce zbiórki ponad 40 tys. armii wyznaczono Norymbergę oraz Cheb. 4 września 1422 legat papieski kardynał Branda de Castiglione wyznaczył na dowódcę wyprawy Zygmunta Luksemburskiego, który dowodzenie armią krzyżowców scedował na elektora brandenburskiego Fryderyka I.

## Przebieg III krucjaty antyhusyckiej
Powstała w krótkim czasie armia antyhusycka składała się z dwóch części. Pierwszą prowadził margrabia Miśni Fryderyk IV, natomiast drugą prowadził głównodowodzący wyprawą elektor brandenburski. Celem krzyżowców było jak najszybsze połączenie się i dotarcie pod oblężony przez wojska Korybutowicza Karlštejn. Margrabia miśnieński przekroczył granicę Czech od północy 7 października 1422 i wzmocniony oddziałami rycerstwa śląskiego oraz siłami z Dolnych i Górnych Łużyc, rozłożył się obozem pod Mostem. Jeszcze większe opóźnienie zanotował elektor brandenburski. Jego armia ruszyła dopiero w połowie października i po przekroczeniu czeskiej granicy od zachodu dotarła pod Tachov. Jednak obie armie nigdy nie połączyły się. Elektor brandenburski Fryderyk na wieść o wycofaniu się części oddziałów miśnieńskich postanowił o odwrocie swoich sił, pozostawiając pomoc oblężonemu Karlštejnowi, siłom czeskim wiernym Zygmuntowi Luksemburskiemu.
W czasie kiedy zapadła decyzja o wycofaniu armii krzyżowców z Czech i pozostawieniu katolickiej załogi w Karlštejnie samej sobie, Zygmunt Korybutowicz wystąpił z propozycją rozejmu. Trudno dociekać przyczyn decyzji namiestnika, lecz nikłość sił wobec liczebności krzyżowców, bunty w stołecznej Pradze, utracenie jesienią 1422 roku poparcia już nie tylko taborytów, lecz i kalikstynów musiały mocno zaważyć na ugodowej polityce litewskiego księcia. 4 listopada obie strony przystąpiły do pokojowych negocjacji, wyniku których utrzymano dotychczasowy stan posiadania.

## Skutki
Po raz pierwszy krucjata antyhusycka nie zakończyła się klęską najeźdźców. Wypełniła ona swoje zadanie, albowiem insygnia koronacyjne nie wpadły w ręce Zygmunta Korybutowicza, który jawi się jej największym przegranym. Pomimo niepowodzeń książę litewski wykazał kunszt polityczny, który pozwolił utrzymać w rękach władzę przy wsparciu nielicznych czeskich zwolenników. Jednak zmieniająca się sytuacja polityczna polegająca na ociepleniu się stosunków między dworami królewskimi w Krakowie i Budzie, źle wróżyła przyszłości Zygmuntowi Korybutowiczowi w stolicy Czech. Ostatecznie na czele sił polskich opuścił on Pragę po podpisaniu 30 marca 1423 przez Jagiełłę i Zygmunta Luksemburskiego porozumienia w Kieżmarku.